# Xifratge Autokey
El xifratge autokey (també conegut com autoclave) és una variant del Xifratge de Vigenère que incorpora el propi missatge dins la clau per tal d'obtenir una clau de la mateixa mida que el missatge (i evitant així haver de repetir la clau tota l'estona).

## Història
El xifratge autokey va ser inventat el 1586 per Blaise de Vigenère mitjançant una taula de deu alfabets. Versions posteriors, però, utilitzen una tabula recta (una matriu amb 26 còpies de l'alfabet, cadascuna desplaçada una posició respecte a l'anterior).

## Encriptació
El xifratge, tal com l'utilitza l'American Cryptogram Association, comença amb una clau relativament curta, i un cop ja s'ha encriptat el principi del missatge amb aquesta clau, s'utilitza el propi missatge per tal d'encriptar la resta.
Per exemple, si la paraula clau acordada és "PINYA" i el missatge és "VOLS UNA MICA DE PA", la clau per encriptar el missatge seria "PINYAVOLSUNAMICADEPA".
```
Missatge original:
 VOLS UNA MICA DE PA

Clau:
 PINY AVO LSUN AM IC

Missatge xifrat:
 KWYQ UIO XAWN DQ XC
```

Un cop enviat i rebut, el receptor pot recuperar el missatge original desxifrant les primeres lletres a partir de la paraula acordada, i a continuació utilitzar el missatge obtingut per tal de desxifrar un tros més, etc.